# A39 road
Die A39 road (englisch für ‚Straße A39‘) ist eine Straße im Südwesten Englands. Sie verläuft von Corston in Somerset über Barnstaple in Devon nach Falmouth in Cornwall. Nach der Kreuzung mit der A361 im Distrikt North Devon bei Barnstaple bis zum Ort Newquay in Cornwall trägt die Straße auch den Beinamen Atlantic Highway und ist seit 2002 als autobahnähnliche Straße klassifiziert. Die Straße bietet die Möglichkeit, Cornwall etwas abseits der touristischen Schwerpunkte kennenzulernen.